# Knić
Knić (cyr. Кнић) – miasteczko w Serbii, w okręgu szumadijskim, siedziba gminy Knić. W 2011 roku liczyło 2181 mieszkańców.